# Metopina ciceri
Metopina ciceri är en tvåvingeart som beskrevs av Ronald Henry Lambert Disney 1988. Metopina ciceri ingår i släktet Metopina och familjen puckelflugor. Inga underarter finns listade i Catalogue of Life.